# Revercourt
Revercourt é uma comuna francesa na região administrativa do Centro, no departamento Eure-et-Loir. Estende-se por uma área de 5,5 km². Em 2010 a comuna tinha 24 habitantes (densidade: 4,4 hab./km²).